# Алюмобритоліт
Алюмобритоліт (рос. алюмобритолит; англ. alumobritholite; нім. Alumobritholit m) — алюмосилікофосфат кальцію, алюмінію та рідкісних земель.

## Загальний опис
Приблизна формула: (Ca, Al, Ce, La, Y, Fe)5[(F, OH)|(SiO4, PO4, AlO4)3]. Містить (%): СаО — 17,34; Al2О3 — 14,91; TR2O3 — 27,58; ThO2 — 4,76; Fe2О3 — 5,42; F — 1,66; SiO2 — 21,93; H2O — 0,7. Домішки: Р2О5; ZrO2; UO3; FeO; Na2O.
Метаміктний.
Зерна видовжені або неправильної форми.
Нерівномірно забарвлений в жовто-бурий, трохи зеленуватий колір.
Блиск скляний до жирного.
Злом раковистий.
Знайдений в магнетит-рибекіт-польовошпатових призальбандових частинах пегматитових жил лужних гранітів Сибіру.